# Honnatti, Ranibennur
Honnatti là một làng thuộc tehsil Ranibennur, huyện Haveri, bang Karnataka, Ấn Độ.